# Kiss of Life (песня Sade)
«Kiss of Life» — сингл с альбома Love Deluxe (1992) английской группы Sade. Он был выпущен в 1993 году на студии Epic Records.

## Список композиций
7" сингл (Великобритания)
- Сторона A:

1. «Kiss of Life» — 4:10

- Сторона B:

1. «Room 55» — 4:20

12" макси-сингл (Великобритания)
- Сторона A:

1. «Kiss of Life» — 4:10

- Сторона B:

1. «Room 55» — 4:20
2. «Kiss of Life (Album Version)» — 5:48

CD макси-сингл (Великобритания)
1. «Kiss of Life» — 4:10
2. «Room 55» — 4:20
3. «Kiss of Life (Album Version)» — 5:48

## Позиции в чартах
Чарты Великобритании
Чарты Соединённых Штатов
- Adult Contemporary — #20
- Hot R&B/Hip-Hop Singles & Tracks — #10
- The Billboard Hot 100 — #78